# Lagtävlingen i dressyr i ridsport vid olympiska sommarspelen 1988
Lagtävlingen i dressyr i ridsport vid olympiska sommarspelen 1988 var en av sex ridsportgrenar som avgjordes under de olympiska sommarspelen 1988. 

## Medaljörer
| Event | Guld                                                                                | Silver                                                                       | Brons                                                          |
| Lag   | Västtyskland Reiner Klimke Ann Katherin Linsenhoff Monica Theodorescu Nicole Uphoff | Schweiz Otto Hofer Christine Stückelberger Daniel Ramseier Samuel Schatzmann | Kanada Cynthia Ishoy Eva-Maria Pracht Gina Smith Ashley Nicoll |

## Resultat
| Placering | Nation         | Poäng |
| 1         | Västtyskland   | 4,302 |
| 2         | Schweiz        | 4,164 |
| 3         | Kanada         | 3,969 |
| 4         | Sovjetunionen  | 3,926 |
| 5         | Nederländerna  | 3,903 |
| 6         | USA            | 3,833 |
| 6         | Finland        | 3,833 |
| 8         | Frankrike      | 3,832 |
| 9         | Danmark        | 3,825 |
| 10        | Storbritannien | 3,797 |
| 11        | Sverige        | 3,771 |